# Diphyus ruficoxis
Diphyus ruficoxis là một loài tò vò trong họ Ichneumonidae.